# Cziren
Cziren (bułg. Чирен) – wieś w Bułgarii, w obwodzie Wraca, w gminie Wraca. W 2024 roku liczyła 1058 mieszkańców.